# Sarno (gmina)
Sarno – miejscowość i gmina we Włoszech, w regionie Kampania, w prowincji Salerno.
Według danych na rok 2004 gminę zamieszkiwały 31 012 osoby, 795,2 os./km².